# Hrabstwo Baw Baw

Hrabstwo Baw Baw na mapie stanu Wiktoria

Hrabstwo Baw Baw (ang. Shire of Baw Baw) – obszar samorządu lokalnego (ang. local government area) położony w południowo-wschodniej części stanu Wiktoria. Samorząd powstał w wyniku stanowej reformy samorządowej w 1994 roku z połączenia następujących hrabstw: Buln Buln i Narracan oraz Rural City of Warragul i z części hrabstwa Upper Yarra.
Powierzchnia samorządu wynosi 4031 km² i liczy 38484 mieszkańców (dane z 2006 roku). Rada samorządu zlokalizowana jest w mieście Warragul, złożona jest z dziewięciu członków.
Na obszarze hrabstwa zlokalizowany jest jeden obszar niemunicypalny Mount Baw Baw Alpine Resort, który administrowany jest bezpośrednio przez władze stanowe.
W celu identyfikacji samorządu Australian Bureau of Statistics wprowadziło czterocyfrowy kod dla Hrabstwa Baw Baw – 0830.